# Cyrtoxiphoides nola
Cyrtoxiphoides nola är en insektsart som beskrevs av Walker, T.J. 1969. Cyrtoxiphoides nola ingår i släktet Cyrtoxiphoides och familjen syrsor. Inga underarter finns listade i Catalogue of Life.